# موايكوايتا تاتاركوف
موايكوايتا تاتاركوف (بالأوكرانية: Татарков Микита Станіславович)‏ (4 يناير 1995 بزاباروجيا في أوكرانيا - ) هو لاعب كرة قدم أوكراني في مركز الهجوم. شارك مع منتخب أوكرانيا تحت 19 سنة لكرة القدم. أما مع النوادي، فقد لعب مع تشورنومورتس أوديسا وميتالوره زابورجيا.

## روابط خارجية
- موايكوايتا تاتاركوف على موقع الاتحاد الأوربي (الإنجليزية)
- موايكوايتا تاتاركوف على موقع اتحاد أوكرانيا (الإنجليزية)
- موايكوايتا تاتاركوف على موقع قاعدة بيانات كرة القدم.إي يو (الإنجليزية)
- موايكوايتا تاتاركوف على موقع Soccerway.com (الإنجليزية)
- موايكوايتا تاتاركوف على موقع عالم كرة القدم.نت (الإنجليزية)